# Mike Diana
Mike Diana est un auteur de bande dessinée underground américain.

## Biographie
Au début des années 1990, dans le cadre d'une enquête sur un meurtre en Floride, un policier, qui n'avait trouvé comme pièce à conviction qu'un numéro du comic-book Boiled angel a interrogé son jeune auteur, Mike Diana, et a même effectué sur lui un prélèvement sanguin. Le coupable de ce meurtre (sans rapport avec la bande dessinée) a fini par être arrêté, mais le policier a commencé à collectionner les bandes dessinées de Mike Diana, dont il trouvait les thèmes particulièrement dérangeants, pour les envoyer au procureur de Floride. L'assistant de ce dernier a fini par signifier à l'artiste qu'il était inculpé pour obscénité, en tant qu'éditeur, distributeur et promoteur de ces œuvres.
Diana a contacté l'association Comic Book Legal Defense Fund qui lui a fourni des avocats. Il a rapidement perdu son emploi comme agent d'entretien d'une école primaire. Après un procès rapide, Diana est condamné à trois ans de prison avec sursis, 3000 dollars d'amende, 1248 heures de travaux d'intérêt général, l'interdiction d'entrer en contact avec des mineurs de moins de 18 ans, une évaluation psychiatrique (que Mike Diana n'a pu payer, car le médecin a facturé douze heures de travail : deux heures de discussion et dix heures à lire les bandes dessinées de l'auteur, soit au total 1200 dollars) et l'interdiction de posséder ou de produire du « matériel obscène ».  Celui-ci est le premier dessinateur américain condamné pour obscénité.
Les démêlés judiciaires de Mike Diana ont inspiré à David Johnston une pièce de théâtre intitulée Busted Jesus Comix.

## Livres
- Boiled Angel Zine #1 - 8
- Superfly #1, 1993
- Cherry Bomb Revolution, 1995
- Worst of Boiled Angel, 1996
- Superfly # 2, 1997